# うる星やつら
『うる星やつら』（うるせいやつら、ラテン文字表記: Urusei Yatsura）は、高橋留美子による日本の漫画。『週刊少年サンデー』（小学館）において、1978年39号から1987年8号まで連載された。略称は「うる星」。第26回（1980年度）小学館漫画賞少年少女部門受賞作。2020年11月時点で累計発行部数は3500万部を突破している。
浮気者の高校生・諸星あたると、彼を愛する一途な宇宙人美少女・ラムを中心に架空の町、友引町や宇宙や異次元などを舞台にしたドタバタラブコメディ。
その内容の斬新さと魅力的なキャラクターは1980年代のみならず以降の漫画界とアニメ界に衝撃を与え、当時の若者たちの圧倒的支持を受けて一大ブームを引き起こし、若者文化にも影響を与えた。
高橋留美子の初期代表作であり、後年、本作と『めぞん一刻』について、（作者自身の）「20代の漫画で自分の青春」と語っている。

## 作品解説

### 短期集中連載から週刊連載へ
1978年に短期集中連載作品として『週刊少年サンデー』（以下、『少年サンデー』）に初掲載し、好評につき1979年に月刊連載化・不定期連載（当時は大学在学中だったため、数ヶ月おきで約20 - 30Pの作品を連載）された。
大学卒業と同時に、1980年に本格的な定期連載（その第1回目は原作第23話の面堂終太郎登場回「トラブルは舞い降りた!!」で、以降最終話まで作者都合での休載はなし）に移行、約16ページでの週刊連載となった。
あだち充の『タッチ』と共に、1980年代の『少年サンデー』を支えた人気作品となり、テレビアニメ化・アニメ映画製作もされ、単行本34巻（全366話）に及ぶ長期連載作品となった。最終回時点で、小山ゆう『がんばれ元気』を上回り、平成期に青山剛昌『名探偵コナン』に塗り替えられるまでは『少年サンデー』史上最長巻数だった。

### 作品の特徴
不定期連載時は恋愛要素が皆無で、ドタバタやSFをメインにしたギャグ要素が非常に強かったが、週刊連載になり話が進むにつれて恋愛をメインに、ギャグをサブにした雰囲気、いわゆるラブコメの作風に変化させてゆく。後半にゆくに従って、笑いの要素を抑えた、非常にシリアスなストーリーも盛り込まれていく。そこに高橋留美子の持ち味の奇想天外なキャラクターなどを絡ませつつ、恋愛、学園モノからSF、妖怪、幽霊、伝奇、スポーツ、冒険、格闘、歴史など、ある意味「なんでもあり」の世界観を打ち出し、長期連載作品となっていった。定期連載時や、読み切り作品（たとえば『ザ・超女』）のようなギャグ要素の強い作風は、一部がのちの『らんま1/2』に引き継がれていった。
当初は諸星あたるを中心として話が展開することが多かった。高橋は当初、いろんな災いを呼び寄せる受身のキャラクターであるあたるでは、毎回の話を作るのに行き詰まってきたため、短期連載の後半から週連載への移行を境に、あたるをもっと楽観的で積極的な浮気性のキャラクターに変化させていく。すると、今度はラムがあたるを追いかけるストーリーばかりになり、後半はラムの扱いに苦労したという。したがって、藤波親子の登場前後の週連載の前期までは、様々なキャラクターが登場してはあたるとラムの関係に絡みつつ話を展開していくパターンが多かった。藤波親子の登場あたりの中期 - 後期にかけては、次第にそれまで登場したキャラクターたちの再登場や、竜之介と弁天、レイとクラマ姫等のサブキャラ同士を絡めたり、それまで登場したキャラの近親者や関係者などを登場させて話を展開させるなど、群像劇に近いものとなる。回によってはあたるやラム以外のキャラクターを中心となって話が進み、そこにあたるやラムが登場はするものの傍観者に留まり重要な役割を果たさないエピソードも多くなる。
物語の大半は一話完結型。登場人物は基本的に進学、卒業などがなく、週刊連載開始後は、あたるやラムたちは友引高校2年生（開始当初・短期連載時は1年生）のままである。ただし正月、節分、七夕、クリスマスなどのいわゆる年中行事は、連載の掲載時期にあわせて毎年行われ、最終回までこの設定は貫かれた。ただし、あたるの浮気性の改善や面堂の暗所恐怖症の原因究明のため過去に行く話や、「系図」や因幡くんのシリーズ連作などで未来に行くエピソードでは、登場人物は相応に若かったり大人になったりしている。

### タイトル
『うる星やつら』というタイトルは、高橋のデビュー作のタイトル『勝手なやつら』の名残を残し、かつ作品の宇宙的なイメージから当時の編集長田中が名付けた。連載開始当初のタイトルロゴはおどろおどろしい感じのデザインであった。
また、サブタイトルには「思い過ごしも恋のうち」（サザンオールスターズ）「酒と泪と男と女」（河島英五）「かけめぐる青春」（ビューティ・ペア）、「ないものねだりのI Want You」（C-C-B）、「絶体絶命」等のヒットソング名を度々用いているほか、本作と同時期に『少年サンデー』で連載されていた作品のタイトルから語句を拾ってサブタイトルにしたこともある（宮本武蔵編）。

### 刊行形式
単行本は少年サンデーコミックス版・全34巻、1989年から1990年にワイド版・全15巻、1998年から1999年に文庫版・全18巻が刊行された。
2006年11月から2008年3月にかけ単行本・新装版が毎月2巻ずつ刊行、2016年1月には『少年サンデー』連載時のカラーページを全集成した『うる星やつらパーフェクト★カラーエディション』（上下）が刊行された。他にコンビニコミック版が度々出されている。

### 原作者が語る『うる星やつら』
高橋は「『うる星』はやろうと思えば、いつまでも連載を続けられる安全パイなんだけど（いわばこれは20代の漫画であり）、勢いがあるうちに終わらせたかった」と、少年サンデーグラフィック誌でのインタビューで語っている。また、自身がお気に入りの作品は原作第3話の「石油が町に降る話」（原題「悲しき雨音」）と、水乃小路飛麿が最初に出てきた話（原題「白球に賭けた青春」）と、あたるが幽霊少女・望の願いに応える「最後のデート」。一番気に入っているコマは、「最後のデート」で、あたると幽霊の望がデート中に花火を見上げているシーンだという。
中盤あたりで、マンネリになってきたため「もう終わらせよう」という意識もあったらしいが、「藤波竜之介と父」というキャラが登場して、女らしくなりたい竜之介とそれを邪魔する父親という両者の行動原理が明確だった彼らが、かなり動かしやすかったため、その後藤波親子が絡んだエピソードが数多く作られた。高橋本人も「竜之介親子にはかなり助けられた。あの二人がいなかったら『うる星』はもっと早く終わっていたかもしれない」と語っている（詳細は藤波竜之介のリンクを参照）。従って、二人は高橋がもっとも気に入っている部類のキャラクターであり（なお、一番好きなキャラクターは「サクラ」）、次作主役の「らんま1/2」の乱馬と父のモチーフにもなった。
この物話の主役については、「私はあたるが主役であると思っています」と語っている。

## あらすじ
宇宙人である鬼族が、地球侵略を仕掛ける。鬼族は圧倒的な技術力と軍事力を保有しており、武力で容易に地球を手に入れるのでは簡単過ぎて面白くない。そこで、鬼族代表と地球代表とが一騎討ちで戦い、地球代表が勝った場合、おとなしく帰り、地球代表が敗れた場合、地球を占領すると宣言した。その一騎討ちは、鬼族の伝統に従い『鬼ごっこ』で行われ、期限内に地球代表が鬼族代表の角を掴むと地球の勝ち、鬼族代表が逃げ切ると鬼族の勝ちというものである。
地球の命運を賭けた「鬼ごっこ」の地球代表に選ばれてしまった高校生の諸星あたるは、当初やる気がなかったものの、恋人で幼なじみである三宅しのぶの色恋仕掛け（勝ったら、結婚してあげる）により、彼女と結ばれたいがために鬼族代表のラムを追いかけ始める。あたるがラムを追いかけつつ発した「勝って結婚じゃぁ〜」の一言は、あたるが恋人で幼なじみのしのぶを想っての発言であったが、ラムは自分に求婚しているのだと勘違いし、それを受け入れてしまう。そのため、鬼ごっこには勝利、地球は侵略を免れるが、ラムは諸星家に住み着いてしまう。
こうして、恋多き男・あたると宇宙から来た押しかけ女房・ラムの果てしなき鬼ごっこが始まる。そして、友引町はさまざまな災いや奇妙な出来事に巻き込まれていく。

## 舞台
友引高校　
正式名称は「区立友引高校」。主人公のあたるやしのぶが通い、ラムや面堂、ランが転校してきた高校である。高校名はあたるの「類希なる凶相の持ち主」という設定から派生したものである。この校名の初出は原作では第13話「系図」。あたるらのせいで騒動が起こり最悪校舎が破壊されたり、宇宙人などが来訪したりする。
少なくとも2年は7クラスあり、あたるのクラスである2年4組は生徒数は面堂の転校時点で46人である。なお、2年4組は生徒指導部にとっては要注意クラスである。その中でも特にあたるとその友人の白井コースケは危険人物とされている。
なお直接劇中の舞台になっていないが、となりに別の女子高がある。あたるらがしばしば問題を起こし、時には校舎が半壊する事態になっても退学させることはなかったが、友引高校の6組の生徒がとなりの女子高の生徒を妊娠させた時にはその生徒を退学処分としている。浜茶屋「海が好き」の崩壊以降、購買部には竜之介の父が勤務している。
友引町　
舞台となる友引町は原作では東京の練馬区にある設定となっている。これは原作第5話の「絶体絶命」において、ラムによるあたるとしのぶの逢引電話妨害を起因とした2度に渡る自衛隊機消滅事件のニュースにおいて判明する。また、1981年版アニメでは武蔵小金井にあるとされ、劇中でメガネが叫んだセリフから判明している。これは当時、アニメを製作していたスタジオぴえろが小金井市にあったことによる。なお、友引町の名は友引高校より後になって登場する。一方、2022年版アニメでは東京にあるとされているが、具体的な場所については一切触れられていない。

## 書誌情報

### 単行本
- 高橋留美子(以下略) 『うる星やつら』全34巻、小学館〈少年サンデーコミックス〉[5]
  1. 1980年4月15日初版第1刷発行、ISBN 4-09-120441-4
  2. 1980年7月15日初版第1刷発行、ISBN 4-09-120442-2
  3. 1980年10月15日初版第1刷発行、ISBN 4-09-120443-0
  4. 1981年1月15日初版第1刷発行、ISBN 4-09-120444-9
  5. 1981年3月15日初版第1刷発行、ISBN 4-09-120445-7
  6. 1981年6月15日初版第1刷発行、ISBN 4-09-120446-5
  7. 1981年9月15日初版第1刷発行、ISBN 4-09-120447-3
  8. 1981年11月15日初版第1刷発行、ISBN 4-09-120448-1
  9. 1982年1月15日初版第1刷発行、ISBN 4-09-120449-X
  10. 1982年3月15日初版第1刷発行、ISBN 4-09-120450-3
  11. 1982年6月15日初版第1刷発行、ISBN 4-09-120741-3
  12. 1982年9月15日初版第1刷発行、ISBN 4-09-120742-1
  13. 1982年10月15日初版第1刷発行、ISBN 4-09-120743-X
  14. 1982年12月15日初版第1刷発行、ISBN 4-09-120744-8
  15. 1983年4月15日初版第1刷発行、ISBN 4-09-120745-6
  16. 1983年6月15日初版第1刷発行、ISBN 4-09-120746-4
  17. 1983年10月15日初版第1刷発行、ISBN 4-09-120747-2
  18. 1984年1月15日初版第1刷発行、ISBN 4-09-120748-0
  19. 1984年4月15日初版第1刷発行、ISBN 4-09-120749-9
  20. 1984年6月15日初版第1刷発行、ISBN 4-09-120750-2
  21. 1984年9月15日初版第1刷発行、ISBN 4-09-121171-2
  22. 1984年11月15日初版第1刷発行、ISBN 4-09-121172-0
  23. 1985年1月15日初版第1刷発行、ISBN 4-09-121173-9
  24. 1985年2月15日初版第1刷発行、ISBN 4-09-121174-7
  25. 1985年4月15日初版第1刷発行、ISBN 4-09-121175-5
  26. 1985年7月15日初版第1刷発行、ISBN 4-09-121176-3
  27. 1985年10月15日初版第1刷発行、ISBN 4-09-121177-1
  28. 1986年1月15日初版第1刷発行、ISBN 4-09-121178-X
  29. 1986年4月15日初版第1刷発行、ISBN 4-09-121179-8
  30. 1986年7月15日初版第1刷発行、ISBN 4-09-121180-1
  31. 1986年9月15日初版第1刷発行、ISBN 4-09-121501-7
  32. 1986年11月15日初版第1刷発行、ISBN 4-09-121502-5
  33. 1987年1月15日初版第1刷発行、ISBN 4-09-121503-3
  34. 1987年4月15日初版第1刷発行、ISBN 4-09-121504-1

### ワイド版
- 『うる星やつら』全15巻、小学館〈少年サンデーコミックス ワイド版〉[6]
  1. 1989年8月15日初版第1刷発行、ISBN 4-09-122801-1
  2. 1989年8月15日初版第1刷発行、ISBN 4-09-122802-X
  3. 1989年9月15日初版第1刷発行、ISBN 4-09-122803-8
  4. 1989年10月15日初版第1刷発行、ISBN 4-09-122804-6
  5. 1989年11月15日初版第1刷発行、ISBN 4-09-122805-4
  6. 1989年12月15日初版第1刷発行、ISBN 4-09-122806-2
  7. 1990年1月15日初版第1刷発行、ISBN 4-09-122807-0
  8. 1990年2月15日初版第1刷発行、ISBN 4-09-122808-9
  9. 1990年3月15日初版第1刷発行、ISBN 4-09-122809-7
  10. 1990年4月15日初版第1刷発行、ISBN 4-09-122810-0
  11. 1990年5月15日初版第1刷発行、ISBN 4-09-122811-9
  12. 1990年6月15日初版第1刷発行、ISBN 4-09-122812-7
  13. 1990年7月15日初版第1刷発行、ISBN 4-09-122813-5
  14. 1990年8月15日初版第1刷発行、ISBN 4-09-122814-3
  15. 1990年9月15日初版第1刷発行、ISBN 4-09-122815-1

### コンビニコミック版（My First BIG）
- 『うる星やつら』小学館〈My First BIG〉、全13巻[7][8]
  1. 「トラブルは舞い降りた」 2000年8月発行、ISBN 4-09-109374-4
  2. 「酔っぱらいブギ」 2001年4月発行、ISBN 4-09-109523-2
  3. 「愛・ダーリンの危機!!」2001年7月発行、ISBN 4-09-109584-4
  4. 「夜を二人で!!」 2001年9月発行、ISBN 4-09-109617-4
  5. 「失われたモノを求めて」 2001年11月発行 、ISBN 4-09-109672-7
  6. 「水乃小路家の娘」 2002年1月発行、ISBN 4-09-109702-2
  7. 「飛鳥ふたたび」 2002年2月発行 、ISBN 4-09-109730-8
  8. 「スケ番グループ色気大作戦」 2002年3月発行、ISBN 4-09-109747-2
  9. 「嵐を呼ぶデート」 2002年4月発行、ISBN 4-09-109769-3
  10. 「宇宙からの侵略者」 2002年6月発行、ISBN 4-09-109810-X
  11. 「決闘！女VS女」 2002年6月発行、ISBN 4-09-109794-4
  12. 「兄妹☆愛の闘い」 2002年7月発行、ISBN 4-09-109829-0
  13. 「電飾の魔境」 2002年9月発行、ISBN 4-09-109853-3

### コンビニコミック版（My First BIG SPECIAL）
- 『うる星やつら』小学館〈My First BIG SPECIAL〉
  1. 「あたる＆ラムセレクション」 2022年10月14日発売[9]、ISBN 978-4-09-803584-7[10]
  2. 「ラム＆幼なじみセレクション」 2022年11月11日発売[11]、ISBN 978-4-09-803612-7[12]
  3. 「面堂終太郎＆了子セレクション」 2022年12月9日発売[13]、ISBN 978-4-09-803640-0[14]
  4. 「三宅しのぶセレクション」 2023年1月13日発売[15]、ISBN 978-4-09-803670-7

### 『パーフェクト★カラーエディション』
連載終了以降に、一度も再発行されなかったカラー原稿版を初めて刊行。再アニメ化に合わせ2022年2月20日に第2刷が出版された。
- 『うる星やつら パーフェクト★カラーエディション』全2巻、小学館〈少年サンデーコミックススペシャル〉
  1. 上巻 2016年1月23日初版第1刷発行[16]、ISBN 978-4-09-126687-3
  2. 下巻 2016年1月23日初版第1刷発行[17]、ISBN 978-4-09-126688-0

### 『令和版ラブセレクション』
- 『うる星やつら 令和版ラブセレクション』全2巻、小学館〈少年サンデーコミックススペシャル〉
  1. 上巻 2023年1月18日発売[18]、ISBN 978-4-09-851500-4
  2. 下巻 2023年1月18日発売[19]、ISBN 978-4-09-851517-2

### 復刻版（BOXセット）
初代単行本全34巻を完全再現し、特製BOXとして発売された。
- 『うる星やつら 復刻BOX』 小学館〈少年サンデーコミックス〉、全4セット
  1. 2022年10月12日発売[20]、ISBN 978-4-09-179383-6
  2. 2022年11月18日発売[21]、ISBN 978-4-09-179385-0
  3. 2022年12月16日発売[22]、ISBN 978-4-09-179387-4
  4. 2023年1月18日発売[23]、ISBN 978-4-09-179396-6

## 関連出版（連載時）
- 金春智子『小説 うる星やつら』全5巻、小学館「少年サンデーノベルズ」[24]
  - 第1巻 1983年12月、ISBN 409121701X
  - 第2巻 1984年3月、ISBN 4091217028[25]
  - 第3巻 1984年6月、ISBN 4091217036[26]
  - 第4巻 1984年11月、ISBN 4091217044[27]
  - 第5巻、1985年4月、ISBN 4091217052
- 『うる星やつらソングbook』少年サンデーコミックス、1984年1月、ISBN 4091218148
- 『英訳・うる星やつら』全4巻（斎藤宏／ブルース・M.ウィルカースン 訳）小学館「サンデーコミックス ワイドカラー版」[28]
  - 第1巻 1983年4月、ISBN 4091208851[29]
  - 第2巻 1983年9月、ISBN 4091218067[30]
  - 第3巻 1984年4月、ISBN 4091218180[31]
  - 第4巻 1985年1月、ISBN 409121830X[32]
- 『うる星やつら　高橋留美子自選複製原画集』小学館、1987年2月（大型本）、ISBN 4091996019

## アニメ
本作は1981年にアニメ化されて以降、1980年代を代表する人気作となり、2022年には再びアニメ化された（なお、ここでは前者を「1981年版アニメ」、後者を「2022年版アニメ」とする）。

### 1981年版アニメ
4年半（1981年10月 - 1986年3月）に渡る初代テレビアニメシリーズ（キティ・フィルム制作、フジテレビ系列ほかにて放送）、6作の劇場版、12作のOVAが製作され、商品化においても100億円以上売り上げる大きな成功を収めた。LPは7作がオリコンLPチャートで10位以内にランクインしている。
原作の人気に加えて、スタッフの暴走と揶揄される押井守や伊藤和典の先鋭的な演出や、当時若手の実力派アニメーターによる作画からアニメファンからも注目されるようになった。それによってアニメ界の異才をあまた輩出した伝説的な存在となっている。また、1980年代の国産アニメで盛んに行われていたアニメーターの「お遊び」的な作画により、騒動や人ごみ（モブシーン）の中に『めぞん一刻』を始めとするさまざまな高橋キャラがしばしば「隠れキャラクター」的に登場しているほか、本作と全く関係のない他の漫画・映画・アニメのキャラクターもしばしば登場している。劇場アニメ第2作『うる星やつら2 ビューティフル・ドリーマー』は、押井守監督作品の原点であり押井の出世作でもある。

### 2022年版アニメ
小学館の創業100年記念作品として再アニメ化。1981年版アニメからスタッフ・キャストを一新し、完全新作として4クールにわたって製作された。放送はフジテレビの深夜アニメ枠『ノイタミナ』ほかにて行われ、第1期は2022年10月から2023年3月まで、2クール連続で放送された。第2期は2024年1月から6月まで、2クール連続で放送された。

## ゲーム

### コンピュータゲーム

#### パソコンゲーム
うる星やつら ラブリーチェイサー
1985年、ポプコムソフト（小学館）より発売。PC-8801シリーズ、FM-7シリーズ他。パズルゲーム。
第2回ポプコムコンテスト最優秀賞受賞作。ポプコムというパソコン雑誌の読者投稿によるゲームで、うる星キャラが駒に使われているという代物。内容はラムの駒を動かし、他の女性キャラの駒にくっつくあたるの駒を電撃で引き離し、最終的にラムとくっつけるのが目的。
試験に出るうる星やつら
1986年、キティエンタープライズより発売。PC-8801シリーズ。クイズゲーム。
問題はうる星に関するものを1,200問収録。クイズ内容はかなりマニアックであり、難易度は高い。問題を進めるたびにグラフィックやBGMが変わって行く。
うる星やつら 〜恋のサバイバル・バースディ〜
1987年、マイクロキャビンより発売。PC-8801シリーズ、X1シリーズ、MSX2<メガROMカートリッジ>他。アドベンチャーゲーム。
ゲームオリジナルストーリー。面堂了子から誕生会の招待状を受け取ったあたる。了子の許へ早く着いた優勝者には、了子から（女性参加者には終太郎から）のキスがもらえるというので、早速あたるは奮起する。しかし、面堂家の敷地内は迷路のようになっており、さまざまな罠が待ち受けていた。グラフィックが当時の原作のタッチに良く似せてある。

#### テレビゲーム
うる星やつら ラムのウエディングベル
1986年10月23日、ジャレコより発売。ファミリーコンピュータ用ソフト。アクションゲーム。
同社のアーケードゲーム『モモコ120%』のキャラクターをラムに置き換えた作品。BGMに『ラムのラブソング』が使われている。
うる星やつら STAY WITH YOU
1990年6月29日、ハドソンより発売。PCエンジン用ソフト。アドベンチャーゲーム。
オリジナルストーリーのコマンド形式のアドベンチャーゲーム。プレイヤーはあたるに扮し、失踪したしのぶやその他女性キャラを巡る。メディア供給がCD-ROMのためグラフィックが豊富で、メインキャラクターがアニメ同様の声優陣でしゃべるのが特徴。
うる星やつら 〜ディア マイ フレンズ〜
1994年4月15日、ゲームアーツより発売。メガCD用ソフト。アドベンチャーゲーム。
諸星家に突然降り立った謎の少女。少女はラムを気に入り自分の世界へ引きずり込んでしまい、あたるはラムを探しに行く。「STAY〜」同様、CD-ROMによるメディア供給のため、グラフィックはほぼ全編アニメーションで、かつフルボイスでしゃべる。作画はアニメ版に関わっていた中嶋敦子、遠藤麻未によるものだが、顔付きが「らんま1/2」のタッチに近い。内容は「STAY〜」同様オリジナルだが、原作の最終話以降の成り行きを引き継いでいるようなエピソードになっている。

#### 携帯ゲーム
うる星やつら
1982年、バンダイより発売。電子ゲーム。
あたるを左右に操作しガールハントをするという内容。ラムにやられるとミス。
うる星やつら ─ミス友引を捜せ!─
1992年7月3日、やのまんより発売。ゲームボーイ用ソフト。ロールプレイングゲーム。
あたるが校内ダンジョンの中を巡り、ライバルを蹴散らしながら、校内の美女（しのぶ、サクラ、ラムなど）の写真を収め、その写真の中から学校一の美女を決める。Wizardryに類似した3Dマップを採用しており、3DダンジョンRPGとしての完成度は決して低くない。また、アイテム「こたつ」を使うと強敵「こたつねこ」の動きを止められるなど、原作ファンの興味を引く仕掛けも多い。
うる星やつら エンドレスサマー
2005年10月20日、マーベラスインタラクティブより発売。ニンテンドーDS用ソフト。アドベンチャーゲーム。
ラムが通販で「大恋愛シミュレーションマシン」を購入し、あたるを自分になびかせようとする。しかし、あたるはそんな事も知らず、相変わらずガールハントに勤しむ。プレイヤーはあたるを操作して街中を練り歩き、夏休みの1ヶ月の間にさまざまなキャラクター達と出会い、時に臨海学校などのイベントが進められてゆく。

### ボードゲーム
3作共にツクダホビーより発売。
うる星やつら 恋は移り気
男性キャラのうち1人を受け持ちガールハントをくりひろげるカードゲーム。女性キャラクターも多数登場する。簡単なミニゲームもある。
うる星やつら スクランブル ラムを奪回せよ!〜あたるVS面堂軍団〜
うる星やつら 友引町買い食いウォーズ
買い食い取締り週間の攻防をゲーム化したものである。キャラクターの特性を出すため、キャラクターカード化し、格闘力や体力などがデータ化されている。生徒側はいかに買い食いし、教師、生活指導部はいかに阻止するかを競うものである。

### パチンコ・パチスロ
パチンコ
- CRうる星やつらシリーズ（奥村遊機）
  - CRうる星やつら（2001年12月）
  - CRうる星やつら2（2005年1月）
  - CRうる星やつら3（2007年5月）
  - CRうる星やつら Forever Love（2011年3月）
  - CRうる星やつら 電撃LOVE ATTACK（2014年5月）
- Pうる星やつらシリーズ（ニューギン）
  - Pうる星やつら～ラムのLoveSong～（2019年6月）
  - Pうる星やつら～Eternal Love Song～（2024年6月）

パチスロ
- パチスロうる星やつらシリーズ（銀座）
  - パチスロうる星やつら（2007年5月）
  - パチスロうる星やつら2（2009年7月）
  - パチスロうる星やつら3（2013年12月）
- Lパチスロうる星やつら（ニューギン、2024年4月）

## 国内外の著名なファン
- 芸能人では西村知美が熱狂的なファンの一人として知られている。西村は芸能界デビュー前、アニメ版のシナリオ公募に応募したこともあり、選考では残り20作品程度までの中に残っていたという。西村が芸能界デビュー後の1990年に出版した『夢幻童子』にはそのシナリオが収録され、SF翻訳家の大森望は、「意外に面白い」との感想を述べている[38]。西村は高橋の短編集など他の作品も全て鑑賞している。
- 1987年にテレビシリーズ全話を収録したレーザーディスクの50枚組のセットが33万円という高額で発売された際、作家の平井和正、友成純一、漫画家の野部利雄が購入した[39]。
- 単行本の新装版には巻末に「うる星やつら☆完全データファイル」と「My Lum×34」として、著名な漫画家によるラムのイラストと本作に対する思い入れを語るページが掲載されており、「My Lum×34」に『タッチ』のあだち充、『ケロロ軍曹』の吉崎観音、『名探偵コナン』の青山剛昌、『働きマン』の安野モヨコなどが寄稿している。
- 海外では、本作の作品名を自分たちのバンド名にしたロックバンドもいる。それがスコットランドで1993年に結成され、1995年にメジャーデビューしたロックバンドウルセイ・ヤツラである。メンバーが日本好きで、本作にちなんで命名したものだが、高橋から「うる星やつら（Urusei Yatsura）」という名称の使用許可が下りなかったため、日本やアメリカでは「Yatsura（奴ら）」と名乗っていた。なお、Urusei Yatsura は2001年に解散、メンバーの一部は新たにProjekt A-ko（元ネタは同じく日本のアニメ『プロジェクトA子』）を結成している。アメリカ合衆国のミュージシャンマシュー・スウィートがプロモーションビデオにアニメうる星やつらの映像を使用し、肩にラムのタトゥーを彫ったことも知られている。

## エピソード
- 1978年にまだ本作が不定期連載だった頃に円谷プロダクションとよみうりテレビが本作を実写化させる企画もあったが、製作には至らなかった。
- 新谷かおるが自身の漫画作品『エリア88』の最終回で最後の1ページ丸々使ってのスタッフロールを行った際、当時『うる星-』を連載していた高橋は「私が『うる星-』の最終回でやりたいと思っていたのに、先を越された」と言い、悔しがったという（ガイナックスのCD-ROM『新谷かおる Art Collection』での新谷へのインタビューより）。結局「うる星やつら」でも、最終ページで半ページの大コマにスタッフが書き込まれる形になっている。
- 柏葉幸子の児童文学『たぬき親父』に「うる星やつらのまんがを読んで涙する父親」が登場する。なお、『たぬき親父』は教育出版の教科書『中学国語I』にも取り上げられている。
- 『GS美神 極楽大作戦!!』では、作中で、この漫画の1エピソード（「GS美神'78!!」）のときの事件を基に高橋が『うる星やつら』を書いたことになっている。このネタは、椎名高志が高橋から特別に許可をもらって作られた。椎名高志が結婚した女性は元・漫画家で高橋留美子の下でアシスタントをした経験がある。
- 2014年にサントリー食品炭酸飲料『リゲイン エナジードリンク』のテレビCM「3、4時間」篇で、女優のすみれがラムのコスプレで実写出演。「勇気のしるし」をアレンジした曲を川本真琴が歌い、「3、4時間戦えますか?」をキャッチコピーにした[40]。
- 2015年4月4日、大泉学園駅北口に直結する歩行者道路「大泉アニメゲート」に練馬区にゆかりのある漫画作品のブロンズ像を設置。高橋作品からは『うる星やつら」が選ばれ、トラ柄ビキニを身に着けてキュートに微笑むラムのブロンズ像が展示されている[41]。
- 2019年に東京ガスのテレビCM「電気代にうる星やつら/ 登場」篇で、深田恭子がラムの、寺田心がテンのコスプレで実写出演。CMソングとして「ラムのラブソング」の替え歌が使われた[42][43]。